# Enya (album)
Enya là album phòng thu đầu tay mang chính tên của ca sĩ kiêm sáng tác nhạc người Ireland Enya, phát hành lần đầu tiên vào ngày 9 tháng 2 năm 1987 bởi BBC Records và Atlantic Records. Album được đổi tên thành The Celts khi được tái bản trên thị trường quốc tế vào năm 1992 bởi WEA và Reprise Records. Đĩa nhạc bao gồm một số bài hát được nữ ca sĩ thu âm cho nhạc phim của The Celts, loạt phim tài liệu năm 1987 trên BBC về nguồn gốc, sự phát triển và ảnh hưởng của văn hóa Celtic. Bốn năm sau khi rời khỏi ban nhạc gia đình Clannad và phát triển sự nghiệp hát đơn nhưng không đạt được nhiều chú ý, Enya bắt đầu tiếp cận đến dự án lớn đầu tiên vào năm 1985 khi nhà sản xuất Tony McAuley muốn cô đóng góp một nhạc phẩm cho loạt phim và lập tức nhận được phản hồi tích cực từ đạo diễn David Richardson, người đã đề nghị nữ ca sĩ sáng tác cho toàn bộ dự án.
Enya được thu âm trong hai năm 1985 và 1986, trong đó nữ ca sĩ hợp tác với những cộng sự lâu năm như nhà sản xuất Nicky Ryan và vợ ông, nhà viết lời Roma Ryan. Một số tiêu đề bài hát được đặt tên hoặc dựa trên nhiều nhân vật và câu chuyện lịch sử lẫn thần thoại khác nhau liên quan đến người Celt, đồng thời giúp định hình phong cách âm nhạc kết hợp với đàn phím và sử dụng hiệu ứng chồng nhiều lớp giọng hát của cô trong tương lai. Sau khi phát hành, album nhận được những đánh giá trái chiều từ các nhà phê bình âm nhạc, trong đó họ so sánh đĩa nhạc với những tác phẩm của Clannad. Ban đầu, Enya lọt vào top 10 tại Ireland và nhận được sự quan tâm từ chủ tịch lúc bấy giờ của WEA Rob Dickins, người đã ký hợp đồng thu âm với nữ ca sĩ. Đĩa nhạc gặt hái nhiều thành công hơn về mặt thương mại sau khi được tái bản, vươn đến top 10 tại Úc, New Zealand và Vương quốc Anh.
Tại Hoa Kỳ, album không lọt vào bảng xếp hạng Billboard 200 nhưng đạt vị trí thứ sáu trên bảng xếp hạng Billboard Catalog Albums, cũng như được chứng nhận đĩa Bạch kim bởi Hiệp hội Công nghiệp Ghi âm Hoa Kỳ (RIAA). Hai đĩa đơn đã được phát hành từ Enya, với "I Want Tomorrow" được chọn làm đĩa đơn mở đường nhưng không đạt được nhiều thành công, trong khi "The Celts" được phát hành để quảng bá cho phiên bản năm 1992 và vươn đến top 30 tại Vương quốc Anh. Kể từ khi phát hành, một bản nhạc trong album là "Boadicea" đã được sử dụng làm nhạc mẫu bởi nhiều nghệ sĩ khác nhau, tiêu biểu như Fugees năm 1996, Mario Winans vói P. Diddy năm 2004 và Metro Boomin năm 2022. Album phòng thu thứ sáu của nữ ca sĩ Amarantine (2005) là một sự tri ân đến McAuley đối với lời mời sáng tác cho The Celts và giúp thay đổi sự nghiệp của Enya, sau khi ông qua đời vào năm 2003.

## Danh sách bài hát
Tất cả những bản nhạc được Enya và Nicky Ryan biên soạn, trong khi phần lời được chắp bút bởi Roma Ryan, ngoại trừ một số ghi chú.
| Enya – Mặt 1 | Enya – Mặt 1                                                      | Enya – Mặt 1   | Enya – Mặt 1 |
| STT          | Nhan đề                                                           | Phổ lời        | Thời lượng   |
| ------------ | ----------------------------------------------------------------- | -------------- | ------------ |
| 1.           | "The Celts"                                                       | Enya Roma Ryan | 2:57         |
| 2.           | "Aldebaran" (tri ân đến Ridley Scott)                             | Enya R. Ryan   | 3:05         |
| 3.           | "I Want Tomorrow"                                                 | R. Ryan        | 4:02         |
| 4.           | "March of the Celts"                                              | Enya R. Ryan   | 3:17         |
| 5.           | "Deireadh an Tuath" (tiếng Ireland, tạm dịch: "End of the Tribe") | Enya R. Ryan   | 1:44         |
| 6.           | "The Sun in the Stream"                                           |                | 2:55         |
| 7.           | "To Go Beyond (I)"                                                |                | 1:21         |

| Enya – Mặt 2     | Enya – Mặt 2                                               | Enya – Mặt 2                          | Enya – Mặt 2 |
| STT              | Nhan đề                                                    | Phổ lời                               | Thời lượng   |
| ---------------- | ---------------------------------------------------------- | ------------------------------------- | ------------ |
| 8.               | "Fairytale"                                                |                                       | 3:04         |
| 9.               | "Epona"                                                    |                                       | 1:37         |
| 10.              | "Triad" - a. "St. Patrick" - b. "Cú Chulainn" - c. "Oisin" | Mael Ísu Ua Brolcháin ("St. Patrick") | 4:25         |
| 11.              | "Portrait"                                                 |                                       | 1:23         |
| 12.              | "Boadicea"                                                 |                                       | 3:32         |
| 13.              | "Bard Dance"                                               |                                       | 1:24         |
| 14.              | "Dan y Dŵr" (tiếng Wales, tạm dịch: "Under the Water")     | R. Ryan                               | 1:42         |
| 15.              | "To Go Beyond (II)"                                        |                                       | 2:59         |
| Tổng thời lượng: | Tổng thời lượng:                                           | Tổng thời lượng:                      | 39:36        |

| Enya – Phiên bản tái phát hành năm 1992 (The Celts) | Enya – Phiên bản tái phát hành năm 1992 (The Celts) | Enya – Phiên bản tái phát hành năm 1992 (The Celts) |
| STT                                                 | Nhan đề                                             | Thời lượng                                          |
| --------------------------------------------------- | --------------------------------------------------- | --------------------------------------------------- |
| 11.                                                 | "Portrait (Out of the Blue)" (bản mở rộng)          | 3:12                                                |
| 12.                                                 | "Boadicea"                                          | 3:32                                                |
| 13.                                                 | "Bard Dance"                                        | 1:24                                                |
| 14.                                                 | "Dan y Dŵr"                                         | 1:42                                                |
| 15.                                                 | "To Go Beyond (II)"                                 | 2:59                                                |
| Tổng thời lượng:                                    | Tổng thời lượng:                                    | 41:25                                               |

| The Celts – Phiên bản tái phát hành tại Nhật Bản năm 2009 (bản nhạc bổ sung) | The Celts – Phiên bản tái phát hành tại Nhật Bản năm 2009 (bản nhạc bổ sung) | The Celts – Phiên bản tái phát hành tại Nhật Bản năm 2009 (bản nhạc bổ sung) |
| STT                                                                          | Nhan đề                                                                      | Thời lượng                                                                   |
| ---------------------------------------------------------------------------- | ---------------------------------------------------------------------------- | ---------------------------------------------------------------------------- |
| 16.                                                                          | "Eclipse"                                                                    | 1:33                                                                         |
| Tổng thời lượng:                                                             | Tổng thời lượng:                                                             | 42:31                                                                        |

Ghi chú
- Lời bài hát "St. Patrick" phỏng theo bài thánh ca Ireland "Deus Meus, Adiuva Me" của Mael Ísu Ua Brolcháin, mặc dù vẫn được xem như "Nhạc Truyền thống".[3][4][5]

## Xếp hạng
| Bảng xếp hạng (1987-93)           | Vị trí cao nhất |
| --------------------------------- | --------------- |
| Album New Zealand (RMNZ)          | 15              |
| Album Anh Quốc (OCC)              | 69              |
| Hoa Kỳ Catalog Albums (Billboard) | 11              |
| Hoa Kỳ New Age Albums (Billboard) | 14              |

| Bảng xếp hạng (1992-93)             | Vị trí cao nhất |
| ----------------------------------- | --------------- |
| Album Úc (ARIA)                     | 7               |
| Album Hà Lan (Album Top 100)        | 28              |
| Album Châu Âu (Music & Media)       | 31              |
| Album Đức (Offizielle Top 100)      | 70              |
| Album New Zealand (RMNZ)            | 7               |
| Album Na Uy (VG-lista)              | 20              |
| Album Thụy Điển (Sverigetopplistan) | 39              |
| Album Anh Quốc (OCC)                | 10              |
| Hoa Kỳ Catalog Albums (Billboard)   | 6               |

| Bảng xếp hạng (1992)                         | Vị trí |
| -------------------------------------------- | ------ |
| Album Anh Quốc (OCC)                         | 80     |
| Bảng xếp hạng (1995)                         | Vị trí |
| Album Úc (ARIA)                              | 28     |
| Bảng xếp hạng (1997)                         | Vị trí |
| Hoa Kỳ New Age Catalog Albums (Billboard)    | 3      |
| Bảng xếp hạng (2002)                         | Vị trí |
| Album Canada Alternative (Nielsen SoundScan) | 95     |

## Chứng nhận
| Quốc gia                                  | Chứng nhận | Số đơn vị/doanh số chứng nhận |
| ----------------------------------------- | ---------- | ----------------------------- |
| Úc (ARIA)                                 | Bạch kim   | 70.000^                       |
| Hoa Kỳ (RIAA)                             | Bạch kim   | 1.000.000^                    |
| Tổng hợp                                  |            |                               |
| Toàn cầu                                  | —          | 4,000,000                     |
| ^ Chứng nhận dựa theo doanh số nhập hàng. |            |                               |

| Quốc gia                                                                           | Chứng nhận  | Số đơn vị/doanh số chứng nhận |
| ---------------------------------------------------------------------------------- | ----------- | ----------------------------- |
| Argentina (CAPIF)                                                                  | Vàng        | 30.000^                       |
| Úc (ARIA)                                                                          | 2× Bạch kim | 140.000^                      |
| Brasil (Pro-Música Brasil)                                                         | Bạch kim    | 250.000*                      |
| Đức (BVMI)                                                                         | Vàng        | 250.000^                      |
| Nhật Bản (RIAJ)                                                                    | Vàng        | 100.000^                      |
| New Zealand (RMNZ)                                                                 | Vàng        | 7.500^                        |
| Tây Ban Nha (PROMUSICAE)                                                           | Vàng        | 50.000^                       |
| Anh Quốc (BPI)                                                                     | Bạch kim    | 300.000^                      |
| Hoa Kỳ (RIAA)                                                                      | Bạch kim    | 1.000.000^                    |
| Tổng hợp                                                                           |             |                               |
| Toàn cầu                                                                           | —           | 4,500,000                     |
| * Chứng nhận dựa theo doanh số tiêu thụ. ^ Chứng nhận dựa theo doanh số nhập hàng. |             |                               |